# Kim Ki-nam
Kim Ki-nam (28 de agosto de 1929 – 7 de maio de 2024) foi um oficial norte-coreano. Ele atuou como vice-presidente (anteriormente secretário) do Partido dos Trabalhadores da Coreia, e Diretor do Departamento de Propaganda e Agitação de 1989 a 2017, responsável pela coordenação da imprensa, mídia, artes plásticas e publicação para apoiar a política governamental do país. Foi também vice-presidente do Comité para a Reunificação Pacífica da Pátria,  em cuja função liderou inúmeras visitas à Coreia do Sul, e serviu vários mandatos na Assembleia Popular Suprema, para a qual foi eleito pela primeira vez em Novembro de 1977. 

## Biografia
Kim Ki-nam nasceu em Anda, Heilongjiang, China, em 28 de agosto de 1929.
Formado pela Universidade Kim Il-sung e pelas escolas do Partido Soviético, trabalhou inicialmente em relações exteriores (sendo embaixador da Coreia do Norte em Pequim no início da década de 1950) antes de passar para o Departamento de Propaganda e Agitação, onde se tornou vice-diretor em 1966. Em 1974, foi nomeado editor da revista teórica do Partido, Kulloja, e em 1976 foi promovido a editor-chefe do Rodong Sinmun. Ele é creditado por ter produzido artigos e ensaios criando o culto a Kim Jong-il e elogiando o papel histórico de Kim Il-sung. Foi eleito para o 6º Comité Central no 6º Congresso do Partido em Outubro de 1980, diretor do Departamento de Propaganda e Agitação em Abril de 1989 e simultaneamente secretário de Propaganda e História do Partido em 1992.
Kim Ki-nam foi o chefe da propaganda do partido e principal autor dos slogans políticos do país durante o regime de Kim Jong-il. Foi-lhe atribuído um papel para garantir a sucessão de Kim Jong-un e nomeado para o 6º Politburo em Setembro de 2010. Ele foi um dos únicos dois oficiais civis que acompanharam o caixão de Kim Jong-il durante seu funeral em dezembro de 2011, sendo o outro Choe Thae-bok. Ele também recebeu um assento na Comissão de Assuntos de Estado em junho de 2016, quando esta foi criada. Ele foi substituído em outubro de 2017 por Pak Kwang-ho em todas as suas funções no plenário do Comitê Central.